# Distretto di Akrofuom
Il distretto di Akrofuom (ufficialmente Akrofuom District, in inglese) è un distretto della regione di Ashanti del Ghana.
Il distretto è stato costituito nel 2018 scorporando del territorio dal distretto di Adansi Sud.